# Алиев, Рагим Мусаибович
Раги́м Мусаи́бович Али́ев (лезг. Алийрин Рагьим Мусаибан хва; род. 1992, Каспийск, Россия) — российский спортсмен, кикбоксер, двукратный чемпион Европы по кикбоксингу (2014, 2016). Выступает в супертяжёлой весовой категории.

## Биография
Проживает в Каспийске. Более девяти лет тренируется под руководством тренера международного класса Шамиля Дарбишева.

## Спортивная карьера
В октябре 2014 года на чемпионате Европы по кикбоксингу в Испании завоевал золотую медаль в супертяжёлой весовой категории в разделе «лоу-кик». На пути к медали Рагим Алиев провёл три боя.
В октябре 2016 года на чемпионате Европы по кикбоксингу в словенском Мариборе Рагим Алиев стал двукратным чемпионом Европы. Он выступал в весовой категории свыше 100 кг, выступая в разделе «лоу-кик». По ходу турнира Алиев провёл три боя, поочередно выиграв у кикибоксёров из Германии, Турции и Сербии.
В октябре 2019 года на чемпионате мира по кикбоксингу в Боснии и Герцеговине Рагим Алиев стал серебряным призёром чемпионом мира 2019 по кикбоксингу (+91 кг, фулл-контакт с лоу-киком) в самой престижной в мире кикбоксинга версии (WAKO).

## Достижения
- Чемпион мира среди молодежи — 2010 г.
- Чемпион России — 2012, 2013, 2014, 2015, 2017, 2018 гг.
- Серебряный призёр чемпионата Европы — 2012 г.
- Чемпион Европы — 2014, 2016 гг.[1]
- Серебряный призёр чемпионата Мира — 2015, 2019 гг.[3]